# 陳真栄
陳真栄（ちん しんえい、Zhenrong Chen） は、中国の上海バレエ団の有名バレエ男優で、中華人民共和国江蘇省蘇州生まれ、北京バレエ舞踊学校出身。中国国家一級演員。